# Néstor Fredes
Néstor Fredes es un ex futbolista chileno del Everton de Viña del Mar de la Primera División de Chile.

## Trayectoria
Jugó en Everton de Viña del Mar, club con el que fue campeón en 1978, y en el Everest de Guayaquil entre 1981 y 1982.

## Clubes
| Club      | País    | Año         |
| --------- | ------- | ----------- |
| Everton   | Chile   | 1972 - 1976 |
| O'Higgins | Chile   | 1977        |
| Everest   | Ecuador | 1981 - 1982 |

### Campeonatos nacionales
| Título                    | Club    | País  | Año  |
| ------------------------- | ------- | ----- | ---- |
| Primera División de Chile | Everton | Chile | 1976 |